# Aeropuerto 77
Aeropuerto 77 es una película de 1977 del género de desastres dirigida por Jerry Jameson, producida por Jennings Lang (productor también de Aeropuerto 75 y Terremoto) y protagonizada por James Stewart, Jack Lemmon, Christopher Lee, Lee Grant y Olivia de Havilland. 
Es la secuela de la película Aeropuerto 75, y la tercera parte de la saga de filmes Aeropuerto.

## Argumento
Un lujoso Boeing 747 privado, equipado con un bar, piano y habitaciones, debe transportar a unos pasajeros invitados a la finca del propietario filántropo Stevens (James Stewart) para inaugurar un museo. El avión lleva también una colección valiosa de obras de arte para un museo, motivo de unos ladrones conocidos y cómplices del copiloto Bob Chambers (Robert Foxworth) para robar las pinturas, y desviar el avión dirigiéndolo a un aeropuerto abandonado en la isla de St. George, Bermudas. Los ladrones usan gas en el sistema de aire acondicionado del avión para dormir a los pasajeros en el salón.
En la torre de control se dan cuenta de que el vuelo 23 «desaparece» misteriosamente de la pantalla, ya que el avión pasa por el triángulo de las Bermudas. El avión pasa por una niebla muy espesa volando bajo para evitar que el radar los pueda detectar, y choca un ala con una plataforma de petróleo en el mar, provocando un incendio en la turbina del ala y haciendo que el avión caiga al mar sumergiéndose en las profundidades del océano y queda sobre una pequeña montaña submarina.
El capitán del avión Don Gallagher (Jack Lemmon) debe idear un plan para que el avión no se inunde por la presión del agua, arriesgando la vida de los pasajeros. El comandante decide enviar una radiobaliza a la superficie, para lo cual decide salir él mismo del avión; se ofrece Martin Wallace (Christopher Lee) para acompañarle, ya que es buzo. Se introducen en la sala de equipajes y Don intenta abrir la puerta eléctricamente; tras varios intentos, no lo consigue, ante lo cual Martin la abre manualmente. 
El agua irrumpe con fuerza y la puerta golpea a Martin, que muere. Luego los pasajeros y su esposa Karen (Lee Grant) ven el cuerpo sumergido del señor Wallace; su esposa queda conmocionada, y quiere abrir la puerta. Los pasajeros lo impiden y Eve (Brenda Vaccaro) la golpea dejándola inmóvil. Don, entretanto, sale del avión con un bote inflable para llegar a la superficie y dar una señal a los aviones guarda costas, que pasan volando por las aguas del triángulo de las Bermúdas, los están buscando cerca de la plataforma petrolera que reporta el choque del avión, y ven a Don haciendo señas. Llegan los Guarda Costas de la Marina y lo salvan, logrando encontrar la posición exacta del avión bajo el mar.
Luego unos buzos de la marina del cuerpo de rescate de submarinos, deben poner unos globos inflados con aire a presión para levantar el avión a la superficie del mar y rescatar a los pasajeros, pero éste se llena de agua, matando a Chambers y a otros pasajeros. Don y Eve son los últimos en evacuar el avión mientras se sumerge en el mar.

## Elenco
- Jack Lemmon: Capitán Don Gallagher
- Lee Grant: Karen Wallace
- Brenda Vaccaro: Eve Clayton
- Joseph Cotten: Nicholas St. Downs III
- Olivia de Havilland: Emily Livingston
- James Stewart: Phillip Stevens
- Darren McGavin: Stan Buchek
- Christopher Lee: Martin Wallace
- Robert Foxworth: Bob Chambers
- George Kennedy: Joe Patroni
- Kathleen Quinlan: Julie
- Tom Sullivan: Steve
- Monte Markham: Banker
- Gil Gerard: Frank Powers
- James Booth: Ralph Crawford
- Monica Lewis: Anne
- Maidie Norman: Dorothy
- Pamela Belwood: Lisa Stevens
- Arlene Golonka: Mrs. Stern
- M. Emmet Walsh: Dr. Herbert Williams
- Anthony Battagila: Benjy

## Recepción
Como sus predecesores, la película fue un éxito de taquilla, recaudando $30 000 000.

## Premios

### Óscar 1977
| Año  | Categoría                 | Persona                           | Resultado |
| ---- | ------------------------- | --------------------------------- | --------- |
| 1977 | Mejor dirección de arte   | George C. Webb Mickey S. Michaels | Nominado  |
| 1977 | Mejor diseño de vestuario | Edith Head Burton Miller          | Nominado  |